# Carassius carassius
Il carassio (Carassius carassius; Linnaeus, 1758), noto anche come carpa cruciana, è un pesce d'acqua dolce appartenente alla famiglia Cyprinidae.

## Distribuzione e habitat
Questa specie è originaria dell'Europa centrale ed orientale e di varie regioni asiatiche. In Italia la specie è alloctona, e nonostante sia stata segnalata a più riprese, a causa della frequente confusione con C. auratus e C. gibelio, la sua reale naturalizzazione non è stata mai confermata. Lo si può trovare in ambienti dove nessun altro pesce riuscirebbe a vivere, essendo limitato il suo fabbisogno di ossigeno. Vive nei laghi con sponde paludose o nei bracci morti dei fiumi, nelle paludi e nei fossati. Negli stagni, in condizioni sfavorevoli di alimentazione cresce con grande lentezza e dà origini a forme nane; in condizioni ambientali favorevoli si sviluppa maggiormente e assume corpo più armonioso.

## Descrizione

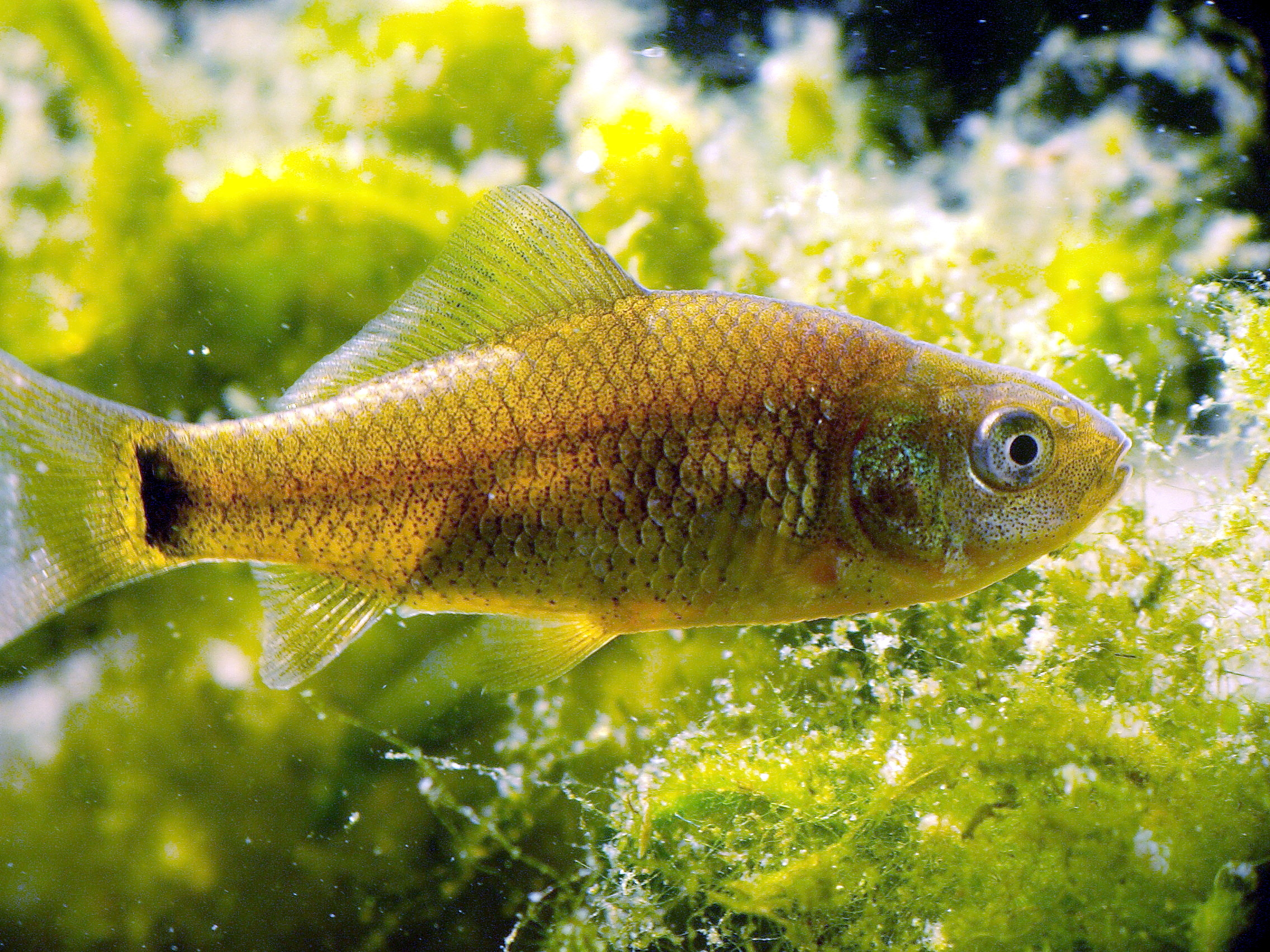
Un esemplare giovane

L'esemplare giovane presenta un corpo allungato, con profilo dorsale poco convesso, con livrea giallo chiara e ocello sul peduncolo caudale. L'adulto ha un corpo tozzo, compresso ai fianchi. La pinna dorsale è alta, composta da raggi ossei, i maggiori sono dentellati, come nella pinna anale. La mancanza assoluta dei barbigli lo distingue dalla carpa. La livrea è variabile, solitamente giallo-oro più o meno carico, con riflessi metallici sul dorso. Le pinne sono sfumate di rosso. 

Il carassio può raggiungere una lunghezza massima di 45 cm per 1,5 kg di peso, tuttavia la taglia media risulta variabile tra i 20-30 cm di lunghezza per 3-4 hg di peso.
Il pesce rosso selvatico è quasi identico a questa specie e si può riconoscere con certezza solo mediante l'esame delle branchiospine.

## Riproduzione

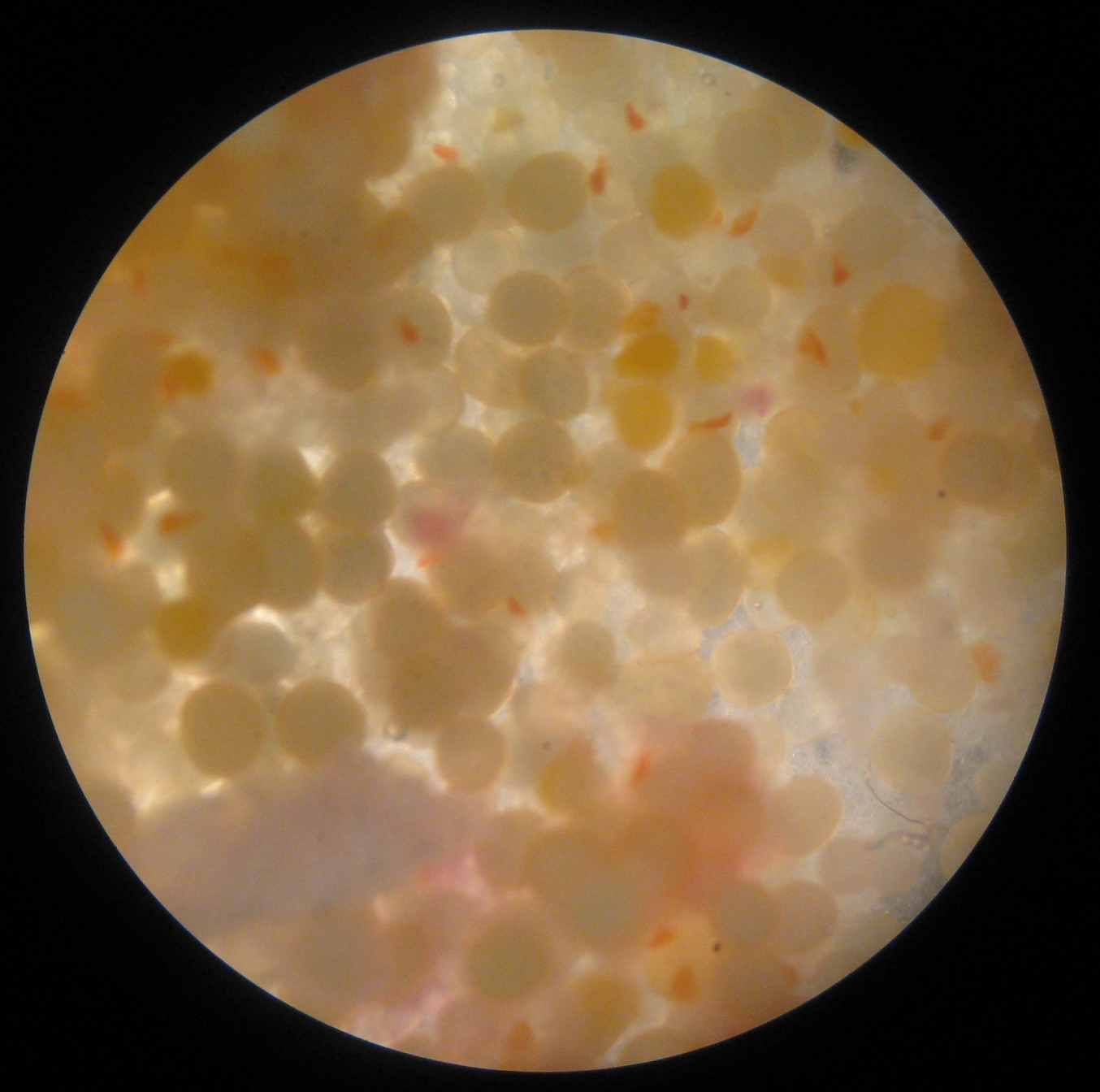
Uova viste al microscopio

Il periodo della frega va da marzo a giugno: la femmina depone da 130.000 a 250.000 piccole uova (tondeggianti e giallo-trasparenti) in acque basse, dense di vegetazione, che si schiudono entro una settimana.
È possibile l'ibridazione con la Carpa.

## Alimentazione
Ha dieta onnivora, si nutre prevalentemente di zooplancton (soprattutto specie dell'ordine Cladocera), insetti e copepodi e detriti vegetali.

## Predatori
È preda abituale di lucci, lucioperche, siluri e persici reali

## Pesca
Dato che abbocca con estrema voracità ad esche naturali di ogni tipo è molto apprezzato dai garisti mentre lo è molto meno da chi pesca per scopo alimentare, visto che può veramente rendere impossibile la cattura di carpe, tinche e vari altri pesci di fondale, come Pesci Gatto e piccoli Siluri.
In molti territori della Pianura Padana, soprattutto nella bassa emiliana e lombarda, ed anche in Polesine, i pescatori sono soliti chiamare questo pesce col termine "carpa bastarda" o semplicemente "bastardo", per sottolineare la differenza con la Carpa, quest'ultima considerata animale più nobile e preda ambita. 
Le carni del Carassio sono estremamente spinose e generalmente hanno un forte gusto di fango, il che lo rende pressoché immangiabile. Ciò nonostante questi pesci sono apprezzati in maniera significativa nell'Europa orientale, principalmente in Polonia e nei paesi dell'ex URSS.

## Effetti ecologici della sua introduzione
In molti corsi d'acqua ha mostrato spiccati fenomeni di competizione alimentare nei confronti delle altre specie di ciprinidi, soprattutto della carpa e della tinca tanto da causare estinzioni locali, soprattutto della seconda.
Tuttavia si ritiene che la maggior parte dei pesci del genere Carassius presenti in Italia appartengano alla specie Carassius auratus, quasi indistinguibile.